# آلموکالانت

آلموکالانت (انگلیسی: Almokalant)نوعی داروست که برای درمان آریتمی‌های قلبی استفاده میشود. این دارو نوعی مسدودکننده کانال پتاسیم می‌باشد.